# Gert Thys
Pour les articles homonymes, voir Thys.
Gatatso « Gert » Thys, né le 12 novembre 1971 à Prieska, est un marathonien sud-africain. Il a notamment remporté le marathon international de Tokyo (en) en 1999 et trois fois le marathon de Séoul.

## Biographie

### Enfance et débuts en compétition
Issu du peuple Xhosa, Gatatso Khathazekile décide d'aller à l'école à l'âge de douze ans afin d'éviter de subir le même sort que le reste de sa famille travaillant dans les mines de charbon de Prieska. Il change alors son prénom en Gert et remplace son nom de famille par celui du maître de son grand-père : Thys. Afin d'éviter de perdre du temps sur le trajet à l'école, il se met à courir. Il commence à gagner de l'argent en courant pour l'équipe de la mine et se met à pratiquer le marathon très tôt dans sa jeunesse. En 1990, alors qu'il n'est encore qu'un junior, il remporte la victoire du Diamond Marathon à Kimberley. Il établit un nouveau record du parcours en 2 h 19 min 5 s.
Il se révèle sur la scène internationale en 1993 où il franchit un palier. Lors du marathon de Fukuoka il réalise une solide course pour terminer deuxième en 2 h 9 min 31 s, derrière le Mexicain Dionicio Cerón. Il signe ainsi la quatrième meilleure performance mondiale de l'année.

### Succès sur marathon
Le 4 février 1996, il s'impose sur le Beppu-Ōita Marathon en 2 h 8 min 30 s, signant un nouveau record du parcours. Il obtient son ticket pour le marathon des Jeux olympiques à Atlanta avec ses compatriotes Josia Thugwane et Lawrence Peu, également noirs africains. Le trio crée la sensation en s'emparant des commandes de la course à mi-parcours. Tandis que Josia Thugwane lutte en tête face au Coréen Lee Bong-Ju pour remporter le titre olympique, Lawrence Peu et Gert Thys finissent par lâcher prise. Gert Thys se classe finalement 33e en 2 h 18 min 55 s.
Le 20 avril 1998, il s'élance parmi les favoris au marathon de Boston. Il court aux avant-postes aux côtés des Kényans Joseph Chebet et Moses Tanui. Il finit par les lâcher et assure sa troisième place en 2 h 7 min 52 s. Le 27 septembre, il se classe cinquième en 1 h 0 min 37 s des championnats du monde de semi-marathon à Uster. Avec Hendrick Ramaala deuxième et Abner Chipu neuvième, il remporte la médaille d'or au classement par équipes. Le 11 octobre, il s'élance sur le marathon de Chicago avec une douleur au genou gauche. Ne voulant pas montrer sa faiblesse à ses adversaires, il décide de quand même courir sur un rythme soutenu. Il parvient à terminer la course dans la douleur et termine sur la troisième marche du podium en 2 h 7 min 45 s. Il est opéré deux semaines plus tard de son genou.
Le 14 février 1999, il effectue une excellente course lors du marathon international de Tokyo (en). Prenant un départ prudent, il forme un groupe de poursuivants et accélère au kilomètre 25 pour ensuite doubler le Japonais Kenichi Takahashi. Ce dernier finit par abandonner peu après mais Gert Thys poursuit seul en tête et s'impose en 2 h 6 min 33 s. Il établit ainsi un nouveau record d'Afrique du marathon et établit la deuxième meilleure performance de tous les temps derrière le record du monde du Brésilien Ronaldo da Costa en 2 h 6 min 5 s,. Grâce à son excellente performance, il est annoncé comme grand favori sur le marathon des championnats du monde d'athlétisme à Séville. Il termine à une décevante quinzième place en 2 h 17 min 3 s.
Le 16 mars 2003, il se livre à un duel serré en tête du marathon de Séoul avec le favori local Ji Young-jun. Les deux hommes parviennent ensemble au stade olympique de Jamsil, Ji Young-jun, le premier mais Gert Thys parvient à s'imposer pour une seconde dans le sprint final, remportant la victoire en 2 h 8 min 42 s.
Il prend part à ses deuxièmes Olympiades en 2004 à Athènes. Alors que ses deux compatriotes Hendrick Ramaala et Ian Syster se lancent dans des attaques risquées et finissent par abandonner tous les deux, Gert Thys est le seul Sud-Africain à rallier l'arrivée. Il se classe seizième en 2 h 16 min 8 s.

### Marathon de Séoul 2006 et affaire de dopage
Le 5 février 2006, il remporte facilement sa deuxième victoire au Beppu-Ōita Marathon en 2 h 9 min 45 s, battant de deux minutes le Japonais Tomoyuki Sato. Cinq semaines plus tard, il effectue une course en solitaire pour remporter sa troisième victoire au marathon de Séoul en 2 h 10 min 30 s. Il est testé positif à la norandrostérone (en) lors du contrôle antidopage subséquent au marathon de Séoul. Il est suspendu pendant deux ans et tous ses résultats postérieurs au 25 août 2006 sont annulés. S'estimant injustement accusé, Gert Thys fait appel. Le Tribunal arbitral du sport décide de lever la suspension dans un premier temps mais la Fédération sud-africaine d'athlétisme fait appel à son tour pour rétablir la suspension. Gert Thys est alors informé qu'il doit faire appel auprès de l'Institut sud-africain pour un sport sans dopage. Ce dernier refusant d'intervenir, Gert Thys fait appel auprès de l'Agence mondiale antidopage qui analyse l'affaire. Après une longue procédure judiciaire de six ans, Gert Thys est finalement blanchi sur un vice de procédure. Les deux échantillons A et B ayant été testés par le même analyste de laboratoire, cela représente une erreur du processus de contrôle d'antidopage. La preuve de culpabilité n'étant plus valable dans ce cas-là, le Tribunal arbitral du sport décide d'annuler toutes les charges contre Gert Thys. Sa victoire au marathon de Séoul 2006 qui lui avait été retirée lui est rendue,,.
Il fait son retour à la compétition en 2010 et s'impose au marathon du Cap en 2 h 22 min 12 s.
Il s'essaie par la suite à l'ultra-marathon. En 2012, il termine quatrième du Two Oceans Marathon et bat de cinq minutes la meilleure performance mondiale du 50 kilomètres en catégorie M40 pour l'établir à 2 h 48 min 40 s. Il prend ensuite le départ du Comrades Marathon avec l'intention de battre le record du parcours. Il prend un bon départ et double Lebohang Monyele pour mener la course sur un rythme soutenu avant la mi-parcours. Il craque cependant peu après. Il ne fait pas mieux par la suite.

## Palmarès

### Route/cross
| Année | Compétition                                    | Lieu           | Place | Épreuve        | Performance     |
| ----- | ---------------------------------------------- | -------------- | ----- | -------------- | --------------- |
| 1993  | Marathon du lac Biwa                           | Ōtsu           | 3e    | Marathon       | 2 h 11 min 40 s |
| 1993  | Marathon de Fukuoka                            | Fukuoka        | 2e    | Marathon       | 2 h 9 min 31 s  |
| 1994  | Chiba International Crosscountry               | Chiba          | 1er   | Cross-country  | 35 min 35 s     |
| 1995  | Marathon de New York                           | New York       | 11e   | Marathon       | 2 h 13 min 28 s |
| 1996  | Beppu-Ōita Marathon                            | Ōita           | 1er   | Marathon       | 2 h 8 min 30 s  |
| 1996  | Semi-marathon de Kansas City                   | Kansas City    | 1er   | Semi-marathon  | 1 h 3 min 26 s  |
| 1996  | Jeux olympiques d'été                          | Atlanta        | 33e   | Marathon       | 2 h 18 min 55 s |
| 1996  | Marathon de Reims                              | Reims          | 3e    | Marathon       | 2 h 11 min 13 s |
| 1997  | Beppu-Ōita Marathon                            | Ōita           | 2e    | Marathon       | 2 h 13 min 14 s |
| 1997  | Semi-marathon de Kansas City                   | Kansas City    | 1er   | Semi-marathon  | 1 h 3 min 31 s  |
| 1997  | Marathon de Gold Coast                         | Gold Coast     | 2e    | Marathon       | 2 h 11 min 55 s |
| 1997  | Championnats du monde de semi-marathon         | Košice         | 6e    | Semi-marathon  | 1 h 0 min 23 s  |
| 1998  | Marathon de Boston                             | Boston         | 3e    | Marathon       | 2 h 7 min 52 s  |
| 1998  | Championnats d'Afrique du Sud de semi-marathon | Durban         | 1er   | Semi-marathon  | 1 h 1 min 9 s   |
| 1998  | Championnats du monde de semi-marathon         | Uster          | 5e    | Semi-marathon  | 1 h 0 min 37 s  |
| 1998  | Marathon de Chicago                            | Chicago        | 3e    | Marathon       | 2 h 7 min 45 s  |
| 1999  | Port Elizabeth 15km Road Race                  | Port Elizabeth | 1er   | 15 kilomètres  | 43 min 25 s     |
| 1999  | Marathon international de Tokyo                | Tokyo          | 1er   | Marathon       | 2 h 6 min 33 s  |
| 1999  | Championnats du monde d'athlétisme             | Séville        | 15e   | Marathon       | 2 h 17 min 13 s |
| 1999  | Championnats du monde de semi-marathon         | Palerme        | 12e   | Semi-marathon  | 1 h 2 min 24 s  |
| 1999  | Great North Run                                | South Shields  | 2e    | Semi-marathon  | 1 h 1 min 21 s  |
| 2000  | Semi-marathon de Tokyo                         | Tokyo          | 2e    | Semi-marathon  | 1 h 1 min 56 s  |
| 2000  | Marathon de Londres                            | Londres        | 12e   | Marathon       | 2 h 11 min 32 s |
| 2000  | Zevenheuvelenloop                              | Nimègue        | 3e    | 15 kilomètres  | 43 min 14 s     |
| 2000  | Great South Run                                | Portsmouth     | 1er   | 10 miles       | 48 min 26 s     |
| 2001  | Marathon de Londres                            | Londres        | 10e   | Marathon       | 2 h 12 min 11 s |
| 2002  | Marathon de Séoul                              | Séoul          | 4e    | Marathon       | 2 h 12 min 46 s |
| 2002  | Marathon de New York                           | New York       | 7e    | Marathon       | 2 h 11 min 48 s |
| 2003  | Marathon international de Tokyo                | Tokyo          | 7e    | Marathon       | 2 h 12 min 51 s |
| 2003  | Marathon de Séoul                              | Séoul          | 1er   | Marathon       | 2 h 8 min 42 s  |
| 2003  | Championnats du monde d'athlétisme             | Saint-Denis    | 30e   | Marathon       | 2 h 15 min 0 s  |
| 2003  | Marathon de New York                           | New York       | 14e   | Marathon       | 2 h 16 min 49 s |
| 2004  | Marathon de Séoul                              | Séoul          | 1er   | Marathon       | 2 h 7 min 6 s   |
| 2004  | Jeux olympiques d'été                          | Athènes        | 16e   | Marathon       | 2 h 16 min 8 s  |
| 2004  | Marathon de Fukuoka                            | Fukuoka        | 4e    | Marathon       | 2 h 14 min 27 s |
| 2005  | Marathon de Séoul                              | Séoul          | 2e    | Marathon       | 2 h 11 min 19 s |
| 2006  | Beppu-Ōita Marathon                            | Ōita           | 1er   | Marathon       | 2 h 9 min 45 s  |
| 2006  | Marathon de Séoul                              | Séoul          | 1er   | Marathon       | 2 h 10 min 40 s |
| 2010  | Marathon de Dalian                             | Dalian         | 6e    | Marathon       | 2 h 13 min 47 s |
| 2010  | Marathon du Cap                                | Le Cap         | 1er   | Marathon       | 2 h 22 min 12 s |
| 2010  | Marathon de Pékin                              | Pékin          | 2e    | Marathon       | 2 h 15 min 56 s |
| 2012  | Two Oceans Marathon                            | Le Cap         | 4e    | Ultra-marathon | 3 h 9 min 42 s  |

### Piste
| Année | Compétition                                | Lieu   | Place | Épreuve  | Performance    |
| ----- | ------------------------------------------ | ------ | ----- | -------- | -------------- |
| 2004  | Championnats d'Afrique du Sud d'athlétisme | Durban | 1er   | 10 000 m | 28 min 48 s 86 |

## Records
| Épreuve       | Performance         | Date              | Lieu           |
| ------------- | ------------------- | ----------------- | -------------- |
| 3 000 mètres  | 8 min 23 s 75       | 13 février 2004   | Potchefstroom  |
| 5 000 mètres  | 14 min 16 s 36      | 17 avril 2004     | Durban         |
| 10 000 mètres | 28 min 26 s 71      | 3 mars 2001       | Durban         |
| 10 kilomètres | 28 min 13 s         | 14 octobre 2000   | Port Elizabeth |
| 15 kilomètres | 43 min 4 s          | 23 mai 1992       | Durban         |
| 10 miles      | 47 min 46 s         | 22 septembre 2002 | Zaandam        |
| Semi-marathon | 1 h 0 min 23 s      | 4 octobre 1997    | Košice         |
| 30 kilomètres | 1 h 38 min 59 s     | 25 mars 2012      | Parow          |
| Marathon      | 2 h 6 min 33 s (NR) | 14 février 1999   | Tokyo          |
| 50 kilomètres | 2 h 48 min 40 s     | 7 avril 2012      | Le Cap         |